# Евдокс от Книд
Евдокс от Книд (Евдокс означава „с чест“ или „с добра репутация“, на гръцки: εὔδοξος εὔδοξος, от εὔ – „добър“ и δοξος – „мнение, вяра, слава“; аналогично е на латинското име Бенедикт) е древногръцки астроном, математик и физик и съвременник на Платон. Счита се, че неговите постижения в развитието на точните науки през Античността отстъпват единствено на тези на Архимед.

## Биография
Роден е през 408 г. пр. Хр. в Книдос. Около 387 г. пр. Хр., на около 23 години, пътува с лекаря Теомедон към Атина, който според Диоген Лаерций е негов любовник. Там посещава лекции на Платон и други философи за няколко месеца, но поради разногласие те се скарват. Евдокс е бил толкова беден, че се налага да наеме жилище в Пирея и за да посещава лекциите на Платон му се налага всеки ден да извървява 11 км и в двете посоки. Евдокс учи математика при Архит в Атина.
Заслуга на Евдокс е разширяването на понятието за величина, което позволява гръцката математика да се развие към това, което днес се нарича „математически анализ“. Методът на изчерпване, който той използва, както резултатите и идеите свързани с него, по-късно са включени в събирателния труд на Евклид „Елементи“.
При решаването на класическата задача за удвояване на куба Евдокс използва една алгебрична крива, станала известна като кампила на Евдокс:
a2x4 = b4(x2 + y2).

## Идеи
Всичките му трудове са изгубени и сведенията за него идват от непреки източници, които го цитират, като например при коментарите на Хипарх на поемата на Арат от Соли за астрономията.. Той става известен с въвеждането на астрономическия глобус и приноса си за разбирането на движението на планетите. Изобретява астрономическа система, в която Вселената е разглеждана като набор от 27 „хомоцентрични“ сфери, концентрично разположени една в друга и около Земята.
Работата му върху пропорциите, преоткрита през 16 век с преводите на Николо Тарталия, в продължение на столетие е основа на количествените изследвания, преди да бъде заменена с алгебричните методи на Рене Декарт. Негово откритие е тест за равенство на две съотношения и изобретяването на метод на изчерпване, който служи за изчисляване на повърхнини и обеми, които нямат прави граници.

## Признание
- През 20 век кратери на Луната и Марс са кръстени на негово име.